# Vazební věznice Ostrava
Vazební věznice v Ostravě se nachází na ulici Havlíčkovo nábřeží v ostravské části Moravská Ostrava, v těsné blízkosti budovy Krajského soudu v Ostravě. Slouží k výkonu vazby i trestu odnětí svobody pro muže, ženy i mladistvé. Má celkovou ubytovací kapacitu pro 462 vězňů, z toho 249 míst je určeno pro vězně ve výkonu vazby a dalších 213 míst je určeno pro odsouzené ve výkonu trestu odnětí svobody.
Její součástí je mimo jiné vězeňská knihovna, přičemž věznice rovněž vězňům umožňuje účast na rekvalifikačních nebo jazykových kurzech. Při šetření v roce 2024 kritizoval zástupce ombudsmana Vít Alexander Schorm podobu umístění hygienických a sanitárních prostor ve věznici.